# Такіюддін ан-Набгані
Такіюддін Мухаммад ібн Ібрагім ан-Набгані (араб. تقي الدين النبهاني; Іджзім, Палестина, 1909 — Бейрут, Ліван, 11 грудня 1977) — ісламський богослов, засновник партії «Хізб ут-Тахрір».

## Біографія
Його повне ім'я: Такіюддін Мухаммад ібн Ібрагім ібн Мустафа ібн Ісмаїл ібн Юсуф ан-Набгані. Народився 1909 року в селі Іджзім (араб. إجزم) Хайфського округу Палестини.
Батько Набгані, знавець ісламу та вчитель шаріату, навчав його ісламу з дитинства. До 13 років Набгані знав Коран напам'ять. Також Набгані навчався в школі в своєму селі, а потім в місті Акко.
З 1927 року Набгані продовжив навчання в середній школі при Університеті аль-Азгар в Каїрі, а потім і в самому університеті. Навчався також в інституті «Даруль-Улюм» при університеті та закінчив його 1932 року.
Після навчання Набгані повернувся в Палестину та почав працювати вчителем в Хайфі. 1940 року був призначений помічником судді, а 1945 року — на пост судді шаріатського суду в Рамаллі.
1948 року, у зв'язку з арабо-ізраїльської війною, переїхав до Сирії, проте незабаром повернувся за запрошенням свого товариша, який запропонував Набгані призначення на пост в Єрусалимському шаріатському суді. Після призначення на посаду був просунутий і на посаду судді Шаріатського апеляційного суду в Єрусалимі.
1950 року Набгані подав у відставку та почав викладати шаріат в Аммані, Йорданія.
1953 року, у зв'язку з ідеологічними розбіжностями з рухом «Брати-мусульмани», заснував партію «Хізб ут-Тахрір аль Ісламі» (укр. «Партія ісламського визволення»), основну доктрину якої становить повернення мусульман до заснованого на шаріаті способу життя за допомогою відтворення Халіфату.
Набгані став ідеологом партії, «муджтахідів», чиї фетви (постанови) стали керівництвом для членів партії. Незабаром діяльність партії була заборонена в Йорданії, а 1955 року був заборонений в'їзд і самому Набгані в цю країну.
Набгані продовжив активну діяльність з розповсюдження ідеології своєї партії на території Лівану, Сирії та Іраку. Влада цих країн також переслідувала Набгані за його діяльність.
Видав велику кількість книг, брошур та статей на ідеологічні, політичні та богословські теми.
Набгані помер у Бейруті, Ліван, 11 грудня 1977 року.